# Брзо клизање на Зимским олимпијским играма 1924 — вишебој за мушкарце
вишебој је у ствари свестрано оцењивање клизача. Рангирање се врши на основу резултата постигнутих у све четири дисциплине, 500 метара и 5.000 метара одржаних у суботу, 26. јануара 1924. , и у недељу, 27. јануара 1924. трке на 1.500 метара и 10.000 метара. На овој олимпијади су једини пут додељене медаље у вишебоју.
Једанаест такмичара се квалификовало за бодовање у вишебоју јер су завршили трке у све четири дисциплине.

## Освајачи медаља
| Злато                 | Сребро                  | Бронза                   |
| Клас Тумберг · Финска | Роалд Ларсен · Норвешка | Јулијус Скутнаб · Финска |

## Прерачун бодова
Рангирање у вишебоју се одређује као збир бодова на основу пласмана у појединачним дисциплинама, али само узимајући у обзир резултате клизача који су завршили све четири трке. Број бодова за коначни пласман се одређује по Самалог систему. 

## Резултати
| Место | Такмичар        | Држава    | Бодови       | Самолог скор                  | 500 м                         | 1.500 м                       | 5.000 м                       | 10.000 м                      |
| ----- | --------------- | --------- | ------------ | ----------------------------- | ----------------------------- | ----------------------------- | ----------------------------- | ----------------------------- |
|       | Клас Тумберг    | Финска    | 5.5          | 198.023                       | 1.5                           | 1                             | 1                             | 2                             |
|       | Роалд Ларсен    | Норвешка  | 9.5          | 199.763                       | 1.5                           | 2                             | 3                             | 3                             |
|       | Јулијус Скутнаб | Финска    | 11           | 202.347                       | 4                             | 4                             | 2                             | 1                             |
| 4     | Харалд Стрем    | Норвешка  | 17           | 203.657                       | 3                             | 5                             | 5                             | 4                             |
| 5     | Сигурд Моен     | Норвешка  | 17           | 203.783                       | 5                             | 3                             | 4                             | 5                             |
| 6     | Леонар Кваља    | Француска | 25           | 210.843                       | 6                             | 7                             | 6                             | 6                             |
| 7     | Албертс Румба   | Летонија  | 27           | 212.637                       | 7                             | 6                             | 7                             | 7                             |
| 8     | Леон Јуцевич    | Пољска    | 32           | 226.400                       | 8                             | 8                             | 8                             | 8                             |
| 9     | Андре Жегу      | Француска | 36           | 236.023                       | 9                             | 9                             | 9                             | 9                             |
| –     | Асер Валенијус  | Финска    | Није завршио | Није завршио трку на 1.500 м  | Није завршио трку на 1.500 м  | Није завршио трку на 1.500 м  | Није завршио трку на 1.500 м  | Није завршио трку на 1.500 м  |
| –     | Жорж де Вилд    | Француска | Није завршио | Није завршио трку на 10.000 м | Није завршио трку на 10.000 м | Није завршио трку на 10.000 м | Није завршио трку на 10.000 м | Није завршио трку на 10.000 м |